# マドラス管区
マドラス管区（英語 Madras Presidency または Madras Province、タミル語 சென்னை மாகாணம்、テルグ語 చెన్నపురి సంస్థానము）は、イギリス領インド帝国の管区のひとつ。正式名称は、「セント・ジョージ要塞管区」（Presidency of Fort St. George）である。南インドの広大な地域を含んでおり、現在のインドのタミル・ナードゥ州、ケララ州北部、ラクシャドウィープ、アーンドラ・プラデーシュ州沿海部および南西部（ラーヤラシーマ地方）、そしてオリッサ州のガンジャム県周辺部と、カルナータカ州のバッラーリ県・ダクシナ・カンナダ県・ウドゥピ県を含む。管区首府はマドラスであった。

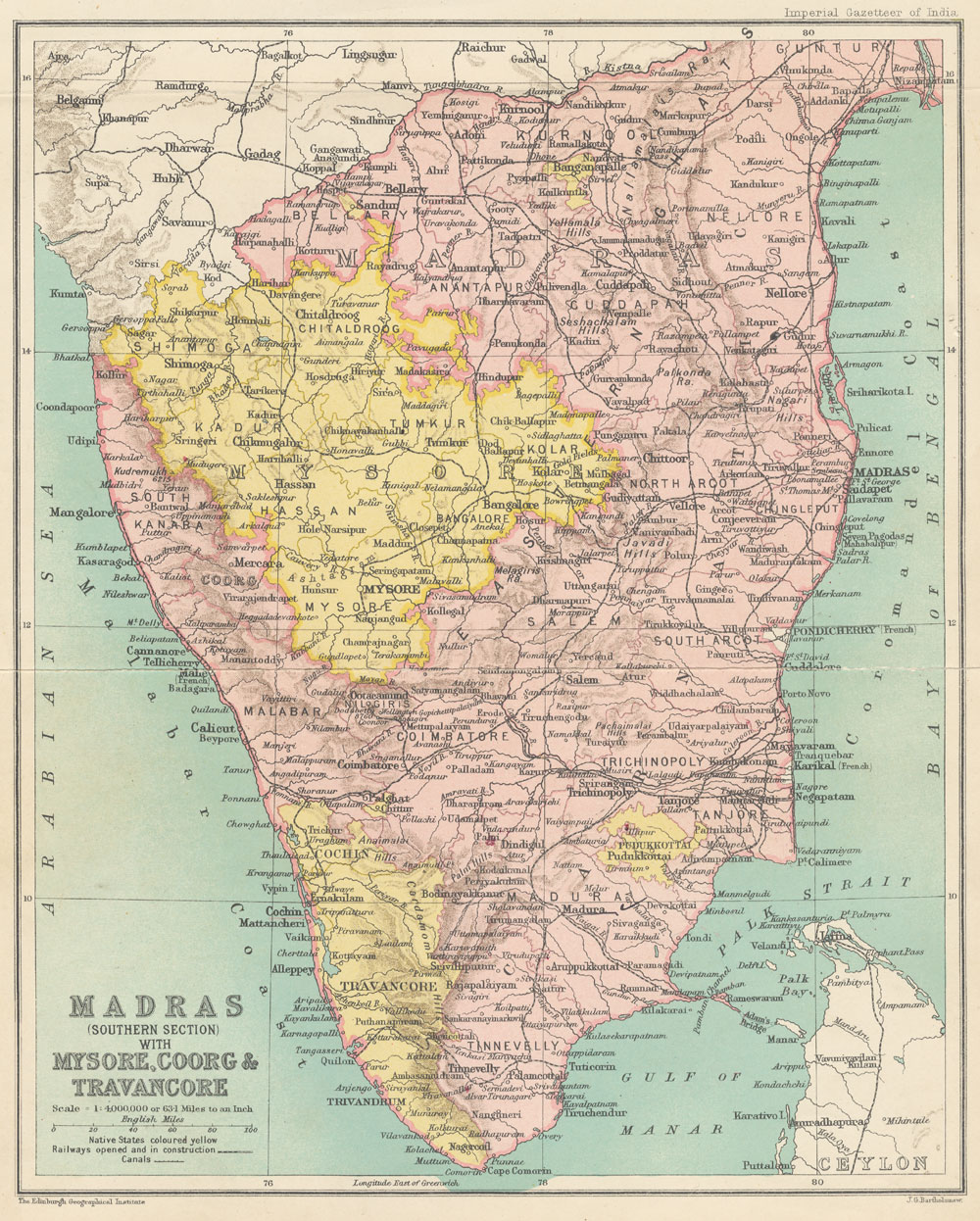
1909年のマドラス管区南部

## マドラス管区の諸県
マドラス管区は、以下のような県（district）に区分されていた。
- ガンジャム県（Ganjam、オリヤー語 ଗଂଜାମ）
- アナンタプル県（Anantapur、テルグ語 అనంతపురం）
- チットゥール県（Chittoor、テルグ語 చిత్తూరు）
- カッダパー県（Cuddapah、テルグ語 కడప）
- イースト・ゴーダーヴァリ県（East Godavari、テルグ語 గోదావరి）
- ウェスト・ゴーダーヴァリ県（West Godavari、テルグ語 గోదావరి）
- グントゥール県（Guntur、テルグ語 గుంతూరు）
- キストナ県（Kistna、テルグ語）
- カルヌール県（Kurnool、テルグ語 కర్నూల్）
- ネルール県（Nellore、テルグ語 నెల్లూరు）
- ヴィジャガパタム県（Vizagapatam、テルグ語 విశాఖపట్నం）
- ベッラーリ県（Bellary、カンナダ語 ಬಳ್ಳಾರಿ）
- サウス・カナラ県（South Kanara、カンナダ語 ಕಣ್ಣಡ）
- マラバール県（Malabar、マラヤーラム語）
- ノース・アルコット県（North Arcot、タミル語 வட ஆற்காடு）
- サウス・アルコット県（South Arcot、タミル語 தென் ஆற்காடு）
- セーラム県（Salem、タミル語 சேலம்）
- コインバトール県（Coimbatore、タミル語 கோயம்புத்தூர்）
- チングルプット県（Chingleput、タミル語 செங்கல்பட்டு）
- タンジョール県（Tanjore、タミル語 தஞ்சாவூர்）
- トリチノポリ県（Trichinopoly、タミル語 திருச்சினாப்பள்ளி）
- マドゥラ県（Madura、タミル語 மதுரை）
- ニルギリ県（Nilgiri、タミル語 நீலகிரி）
- ラムナッド県（Ramnad、タミル語 இராமநாதபுரம்）
- ティンネヴェッリ県（Tinnevelly、タミル語 திருநெல்வேலி）